# Ilex latifrons
Ilex latifrons là một loài thực vật có hoa trong họ Aquifoliaceae. Loài này được Chun mô tả khoa học đầu tiên năm 1934.